# Jacobus van der Stok

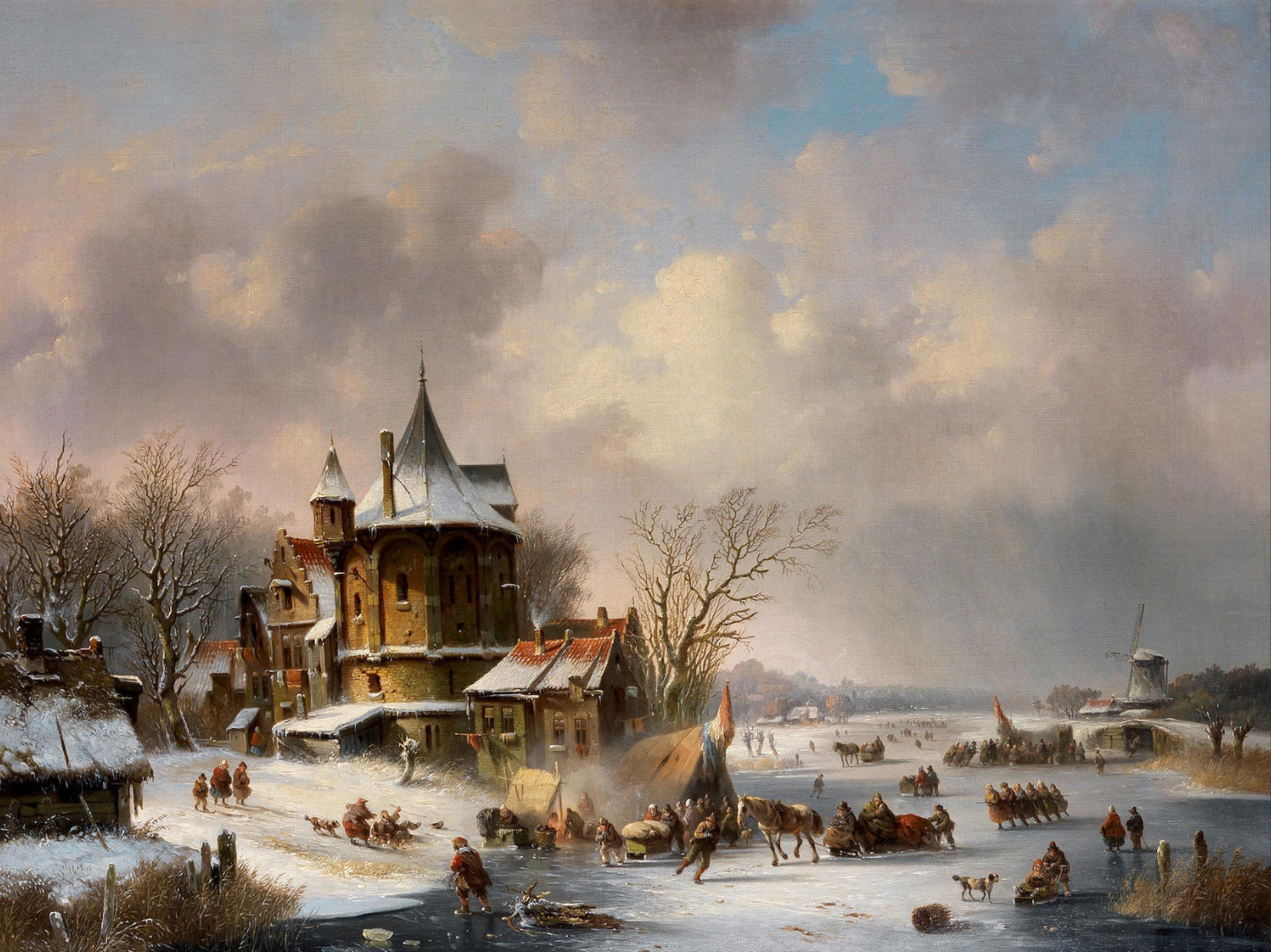
Figuren auf einer gefrorenen Wasserstraße mit Stadtansicht

Jacobus van der Stok (* Januar 1794 in Leiden; † 4. Mai 1864 in Amsterdam)  war ein niederländischer Landschafts- und Vedutenmaler.
Jacobus van der Stok war der Sohn eines Perückenmachers aus Leiden. Er war Schüler des niederländischen Landschaftsmalers Albertus Jacobus Besters (1755–1819), der ebenfalls in Leiden lebte. Van der Stok war ein Zeitgenosse von Andreas Schelfhout (1787–1870), dessen Stil Stoks frühere Werke stark beeinflusste. Er heiratete 1823 Philippina Rekker, mit der er eine Tochter, Jacoba van der Stok, hatte.
Er war in Rotterdam ab 1819, in Oegstgeest 1821 und in Leiden von 1822 bis 1828 tätig. 1828 ließ er sich in Amsterdam nieder. Er malte Sommer- und Winterlandschaften sowie Stadtansichten.
Zu seinen Schülern gehörten neben seiner Tochter Jacoba, die Blumenmalerin wurde, auch Cornelius Springer (1817–1891) und Matthias Parré (1811–1849).
Er nahm an Ausstellungen in Haarlem 1825 sowie in Den Haag und Amsterdam von 1819 bis 1856 teil.